# 寒山
寒山（？—？），巨鹿郡人（今邢台人），唐朝诗僧 ，約活躍於唐德宗至唐昭宗年間。寒山、拾得、丰干一起隐居于天台山国清寺，被誉为“国清三隐”。

## 生平

### 出家前
寒山出生于巨鹿郡  。他乐观豁达，雅好游历，喜爱逍遥的生活  。由于多次参加科举考试不中第 ，受到家人冷落，妻子疏远，于是出家。

### 出家
寒山出家后，来到天台山，隐居于寒岩，因此而得名“寒山子”。而后，与丰干、拾得垂迹于国清寺。
今人嚴振非〈寒山子身世考〉認為，寒山乃是隋文帝同母弟楊瓚之子楊溫。

## 文学成就
寒山的思想融合了儒家、道家和佛家，知识渊博，包罗万象。 
寒山的作品分为：自序诗、隐逸诗、风俗诗、劝世诗、玄境诗、咏物诗 。寒山的作品一部分是描绘景物，展现社会，思怀亲友为主；另一部分则宣传佛法，内容精深，耐人寻味和把玩。

## 影响
寒山的作品生前沉寂无闻，唐末流传于世，而后风靡海外。日本、美国的学者竞相模仿和解读。

### 日本

#### 文学
日本“俳圣”松尾芭蕉的文学风格深受寒山的影响，他自云：“李杜尝心酒，寒山啜法粥。故其句见之遥，闻之远。”而后坪内逍遥、森鸥外、夏目漱石、芥川龙之介、冈本可能子、安西冬卫、井伏鳟二等作家都备受其影响。

#### 艺术

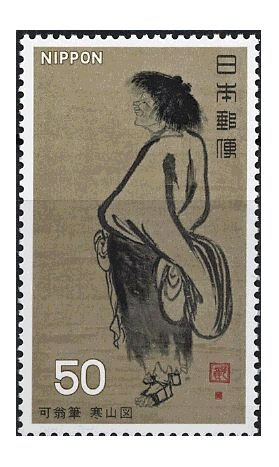
可翁画寒山图邮票

从镰仓时期到江户时期，一山一宁、可翁宗然、足利义持、灵彩、周文、墨溪、雪舟、雪村友梅、宗达、池大雅等画过《寒山图》；与谢芜村、宋紫石、圆山应举、长泽芦雪、若冲、曾我萧白、仙崖义梵、苏山乔玄等画过《寒山拾得图》。

### 美国
20世纪50年代寒山诗在美国被“垮掉的一代”奉为鼻祖。

#### 译著
- 1954年9月 阿瑟·韦利《寒山诗二十七首》（27 poems by Han-shan）[7]
- 1956年8月 盖瑞·施耐德《寒山诗二十四首》（Cold Mountain Poems）[8]
- 1962年 伯顿·沃森 《寒山诗一百首》（Cold Mountain: 100 Poems）[9]

## 评价

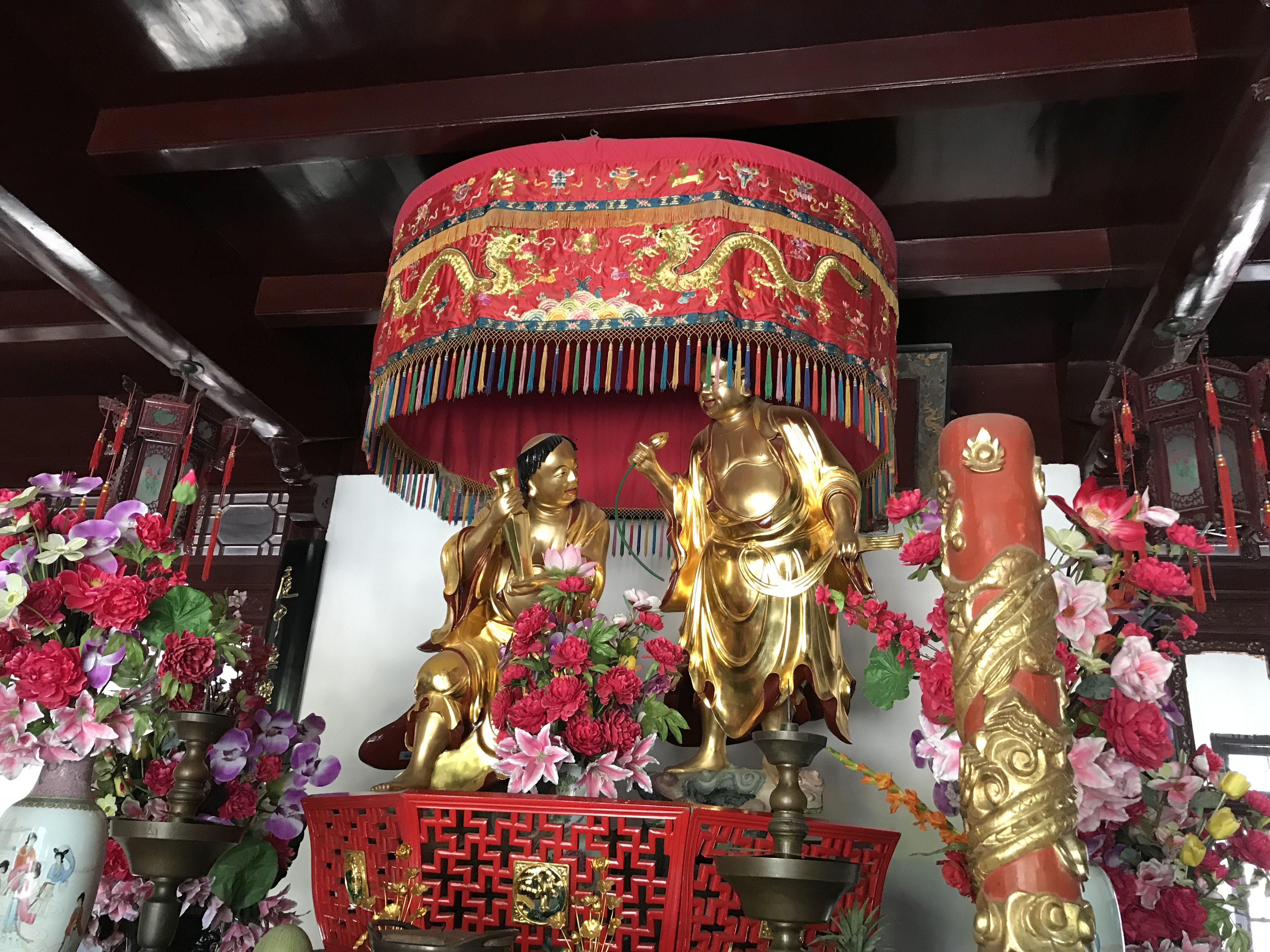
寒山寺寒山拾得像

- 寒山自谓：“下愚读我诗，不解却嗤诮。中庸读我诗，思量云甚要。上贤读我诗，把着满面笑。杨修见幼妇，一览便知妙。若能会我诗，真是如来母。”[10]
- 宋人将“陶渊明、李白、杜甫、白居易、寒山、苏轼、黄庭坚、陈无己”的诗作并列为“八老诗”。[4]
- 宋朝王安石《拟寒山拾得十九首》：“失志难作福，得势易造罪。苦即念快乐，乐即生贪爱。无苦亦无乐，无明亦无昧。不属三界中，亦非三界外。”
- 清朝王士祯《居易录》： “清淡冲朕，唐人所不好；机趣横溢，韵度自高，在皎然上道显下”。

## 脚注
1. ↑  宋朝李防《太平广记》卷五《仙传拾遗》： “寒山子者，不知其名氏，曾于贞观（627年-649年）中或大历（766年-779年）中，隐居浙江天台翠屏山。其山深邃，当暑有雪，亦名寒岩，因自号寒山子。无人确知其来历，寒山子和拾得是国清寺僧厨的苦行僧，面貌枯瘁，以桦木为冠，穿一双大木屐，说话疯疯癫癫，但寻思其意，又都合于佛理。他且笑且歌，常独自一人从寒岩隐居地来到七十里外的国清寺。”
2. ↑  《全唐诗》第806卷：“寒山子，不知何许人。居天台唐兴县寒岩，时往还国清寺，以桦皮为冠，布裘敞履，或长廊唱咏，或村野歌啸，人莫识之。”。
3. ↑  《寒山诗集》：“忆昔遇逢处，人间逐胜游。乐山登万仞，爱水泛千舟。”
4. ↑  《寒山诗集》：书判全非弱，嫌身不得官。年可三十余，曾经四五选。
5. ↑  《寒山诗集》：少小带经锄，本将兄共居。缘遭他辈责，剩被自妻疏。抛绝红尘境，常游好阅书。
6. ↑  《寒山诗集》：寒山寒，冰锁石。藏山青，现雪白。